# ケビン・アレキサンダー (ラインバッカー)
ケビン・アレキサンダー（Kevin Alexander 1987年7月1日- ）はフロリダ州レイクバトラー・ユニオンカントリー出身の元アメリカンフットボール選手。

## 経歴
フロリダ州レイクバトラーにあるユニオン郡高校に進学、最終学年に115タックル、9サックをあげるなど、通算292タックル、19サックをあげた。
クレムゾン大学から奨学金のオファーを受けて進学した。他にルイビル大学、メリーランド大学、オーバーン大学、テネシー大学も彼に興味を持っていた。
大学入学後、いったんはラインバッカーからエンドにコンバートされたが、後にアウトサイドラインバッカーにコンバートされた。
2010年4月26日、ドラフト外フリーエージェントでデンバー・ブロンコスと契約を結んだ。同年9月5日の最終ロースターカットで解雇されたが、9月6日にプラクティス・スクワッドとしてブロンコスと契約を結んだ。
10月16日にアクティブロースターに昇格、10月17日に行われた第6週のニューヨーク・ジェッツ戦に出場した。この年8試合に出場したが、12月20日に他の選手とチームが契約するためにウェイバーされた。